# Axel Dörner
Pour les articles homonymes, voir Dörner.
Axel Dörner, né le 26 avril 1964 à Cologne, est un compositeur et un trompettiste allemand de jazz, de musique improvisée et de free jazz.

## Biographie
Axel Dörner commence à apprendre le piano à l'âge de 9 ans avec des professeurs originaires de Hongrie et s'intéresse à la musique classique avec des artistes tels que Béla Bartók, Bach, Beethoven, Mozart et Chopin. Il commence à jouer de la trompette à l'âge de 11 ans et intègre l'orchestre de son village. Il découvre la musique improvisée lors d'un workshop à Cologne. Par la suite il étudie le piano au conservatoire d'Arnhem en 1988/89 et lors de ses études a l'Académie de Musique et de Danse de Cologne (de 1989 à 1996) revient à la trompette avec le professeur Malte Burba à partir de 1991.
Jusqu'en 1994, il joue avec le trompettiste Bruno Leicht, au sein des différentes formations The Streetfighters : en Duo, en quartet (avec Wayne Dockery et John Betsch) ou en Double Quartet avec, entre autres, Matthias Schubert et Claudio Puntin. En parallèle lors d'un séjour à Berlin vers 1992/1993 on lui présente Alexander von Schlippenbach et commence à jouer avec lui dans des clubs de jazz. Alexander von Schlippenbach lui présente alors Sven-Åke Johansson et Paul Lovens et l'invite à jouer dans le Berlin Jazz Contemporary Orchestra. Il s'installe à Berlin en 1994. Cette même année, il apparait pour la première fois sur deux disques. Il participe à des concerts en Europe avec Alexander von Schlippenbach à l'occasion d’interprétations du Requiem Für Einen Jungen Dichter de Bernd Alois Zimmermann et du Schlippenbach Trio avec George Lewis. Pour Axel Dörner ces concerts ont été très important pour son développement musical
Depuis Axel Dôrner a sorti ou participé à environ 150 disques au sein de diverses formations marquées par une polyvalence des styles de jeu : bebop, free jazz, musique improvisée, musique électronique. On peut citer les groupes Die Enttäuschung (avec Jan Roder, Rudi Mahall et Uli Jenneßen), Berlin Contemporary Jazz Orchestra (avec notamment Aki Takase, Alexander von Schlippenbach, Evan Parker, Paul Lovens), Chris Burn's Ensemble, The Contest Of Pleasures (avec John Butcher et Xavier Charles), The Electrics, Otomo Yoshihide's New Jazz Orchestra (avec notamment Otomo Yoshihide et Mats Gustafsson), Territory Band (formation à géométrie variable de Ken Vandermark avec notamment Fredrick Lonberg-Holm, Jeb Bishop, Kent Kessler, Paul Lytton, Johannes Bauer, Lasse Marhaug ou Paal Nilssen-Love), Phosphor, Sven-Åke Johansson Ensemble ou Quartet, etc.
Il a également joué ou sorti des disques avec Kevin Drumm, Keith Rowe, Toshimaru Nakamura, Diego Chamy, Lucio Capece, Andrea Neumann, Burkhard Beins, etc.

## Référence
1. ↑  , interview par Guillaume Bellhomme, d'avril 2010

## Sources
- Site officiel d'Axel Dörner
- interview par Guillaume Bellhomme, d'Avril 2010
- (en) European Free Improvisation Pages